# Carl Ferdinand Becker
Pour les articles homonymes, voir Becker.
Carl Ferdinand Becker, né le 17 juillet 1804 à Leipzig et mort le 26 octobre 1877 à Plagwitz, près de Leipzig, est un organiste, critique musical et musicologue allemand.

## Biographie
Carl Ferdinand Becker naît en 1804 de Gottfried Wilhelm Becker (1778-1854), médecin et homme de lettres. Il poursuit ses études à la célèbre Thomasschule zu Leipzig. Il a notamment pour enseignants Johann Gottfried Schicht (1753–1823) et Friedrich Schneider (1786–1853). De 1820 à 1833, il est violoniste au Gewandhausorchester. En 1825, il est nommé organiste de l'église Saint-Pierre et en 1837 de l'église Saint-Nicolas. En 1848, il est professeur d'orgue et d'histoire de la musique au conservatoire royal de musique de Leipzig. En 1834, il commence sa collaboration à la revue musicale Neue Zeitschrift für Musik (fondée par Schumann la même année). Il contribue aussi au Allgemeine musikalische Zeitung dont il est l'éditeur en 1842 et il est l'un des fondateurs de la Bach-Gesellschaft de Leipzig en 1850. Il meurt en 1877 près de Leipzig.

## Quelques publications
- (de) Rathgeber für Organisten; Leipzig, 1828.
- (de) Systematisch–chronologische Darstellung der musikalischen Literatur von der frühesten bis auf die neueste Zeit. Verlag von Robert Friese, Leipzig, 1836, 194 pages[2].
- (de) Die Hausmusik in Deutschland in d. XVI., XVII. und XVIII. Jahrhunderts; Leipzig, 1840.
- (de) Choralmelodien zu Spittas Psalter und Harfe; Leipzig, 1841.
- (de) Die Choralsammlungen der verschiedenen christlichen Kirchen. Verlag Fleischer, Leipzig, 1845, 220 pages.
- (de) Die Tonwerke des XVI. und XVII. Jahrhunderts; Leipzig, 1847.
- (de) Die Tonkünstler Des Neunzehnten Jahrhunderts – Ein kalendarisches Handbuch zur Kunstgeschichte. Kösslingsche Buchhandlung, Leipzig, 1849.